# Вонон Сурена
Вонон — індо-скіфський цар, який правив у Сакастані й Арахозії. Успадкував трон від Маую та взяв титул Великий Цар Царів.